# Mimosa dimidiata
Mimosa dimidiata är en ärtväxtart som beskrevs av George Bentham. Mimosa dimidiata ingår i släktet mimosor, och familjen ärtväxter. Inga underarter finns listade i Catalogue of Life.